# Flugplatz Nýidalur

i8
i11
i13
Der Flugplatz Nýidalur (ICAO-Code: BIND) liegt in der Südregion von Island.
Er liegt im Hochland in der Gemeinde Ásahreppur.
Bei Nýidalur unterhält der Ferðafélag Íslands (FI) seit 1967 Hütten an der Sprengisandsleið .
Schon 1948 wurde in dem Gebiet eine Notlandebahn N/S mit 919 × 70 m markiert.
Die Start- und Landebahn 05/23 mit den Maßen 890 × 45 m und einer Schotteroberfläche liegt auf 820 m Höhe über dem Meeresspiegel und ist bei der isländischen Flugverwaltung Isavia
gelistet. 